# Reckoning (R.E.M.의 음반)
| 전문가 평가                   | 전문가 평가 |
| 평가 점수                     | 평가 점수   |
| 출처                          | 점수        |
| ----------------------------- | ----------- |
| AllMusic                      | [ 1 ]       |
| Chicago Tribune               | [ 4 ]       |
| Christgau's Record Guide      | B+          |
| Entertainment Weekly          | A−          |
| The Guardian                  | [ 7 ]       |
| Pitchfork                     | 10/10       |
| Q                             | [ 9 ]       |
| Rolling Stone                 | [ 10 ]      |
| The Rolling Stone Album Guide | [ 11 ]      |
| Uncut                         | [ 12 ]      |

《Reckoning》(다른 제목으로 《File Under Water》)은 1984년 4월 9일, I.R.S. 레코드가 발매한 미국의 얼터너티브 록 밴드 R.E.M.의 두 번째 스튜디오 음반이다. 미치 이스터와 돈 딕슨이 프로듀싱한 이 음반은 노스캐롤라이나주 샬럿의 리플렉션 사운드 스튜디오에서 1983년 12월과 1984년 1월에 걸쳐 16일 동안 녹음되었다. 딕슨과 이스터는 R.E.M.의 라이브 공연의 사운드를 포착하고자 했으며, 몇몇 트랙에서 바이노럴 레코딩을 사용했다. 리드 싱어 마이클 스타이프는 가사에서 더 어두운 주제를 다루었고, 물과 관련된 이미지는 음반에서 반복되는 주제가 되었다.
비평가들의 찬사를 받으며 발매된 《Reckoning》은 1991년 미국 음반 산업 협회에 의해 골드 인증을 받은 미국에서 27위에 올랐고, 영국에서는 91위로 정점을 찍었다.

## 배경 및 제작
그들의 데뷔 음반인 《Murmur》 (1983년)가 비평가들의 찬사를 받은 후, R.E.M.은 빠르게 그들의 두 번째 음반 작업을 시작했다. 리드 기타리스트 피터 벅은 "우리는 일주일에 두 곡의 좋은 곡을 쓰는 이 연속극을 겪고 있었고, 단지 그것을 하고 싶었습니다. 우리가 새로운 곡들이 있을 때마다, 녹음할 시간이었습니다." 밴드가 가진 많은 신곡들 때문에 벅은 다음 음반을 더블 음반으로 만들기 위해 모든 사람들을 설득하려 했으나 실패했다. 1983년 11월, 밴드는 샌프란시스코에서 닐 영의 프로듀서 엘리엇 매저와 함께한 세션에서 22곡을 녹음했다. 매저가 밴드의 다음 음반을 제작할 후보로 잠시 고려되었지만, R.E.M.은 결국 《Murmur》의 프로듀서 미치 이스터와 돈 딕슨과 다시 팀을 이루기로 결정했다.
R.E.M.은 1983년 12월 8일 노스캐롤라이나주 샬럿의 리플렉션 사운드에서 《Reckoning》 녹음을 시작했다. 이 그룹은 그 해 크리스마스를 전후해 8일 동안 두 번 이상 녹음했고, 2주간의 취소된 스튜디오 시간으로 분리되어 노스캐롤라이나주 그린즈버러에서 공연하고, 영화를 보러 가고, 스튜디오에서 비디오를 촬영할 수 있었다. 스튜디오 다이어리에는 녹음을 위한 16일이 기록되었지만, 음반 소매는 나중에 이 음반이 14일 만에 녹음되었다고 주장했고, 인터뷰에서 벅은 때때로 이 음반이 11일 만에 녹음되었다고 말했다. 딕슨은 18시간 동안 작업한 25일 이상 스튜디오에 있었다고 주장했고, 반면 이스터는 "'11일'을 읽었을 때, 저는 생각했습니다. 젠장! 아직 짧았던 20일이었지만 11일은 아닙니다."라고 말했다.

## 커버 아트
《Reckoning》의 커버를 위해, 스타이프는 두 개의 머리를 가진 뱀의 그림을 그렸고, 그리고 나서 그는 화가 하워드 핀스터에게 그것을 그림으로 채웠다. 스타이프는 "그것의 일부는 바위이고 일부는 태양이고 일부는 하늘이다"라고 설명하면서 그 이미지는 원소를 정의하려는 시도였다고 말했다. 스타이프는 핀스터와 장거리 작업을 해야 했고, 음반 소매를 위한 삽화의 복제에 문제가 있었기 때문에 최종 결과는 실망으로 여겨졌다. 음반의 바이닐 버전의 척추에는 "File Under Water"라는 문구가 있다. 스타이프는 1984년 《NME》에 이 구절이 음반의 진정한 제목이라고 말했다. 그는 이어 "미국에서 두 타이틀은 모두 척추에 달려 있고 커버는 아무것도 없다. 여기 영국에서 그들은 리커밍이 커버에 실릴 것을 주장했다. 음반의 측면을 "Side one"과 "Side two"로 표기하는 대신, 그 측면은 각각 "L"과 "R"로 지정되었다.
뒷면 커버에는 1983년 11월 24일 프랑스 파리의 클럽 레뱅두슈에서 마이클 플렌이 찍은 스타이프의 사진을 포함해 밴드 멤버들의 개별 사진이 실려 있다.

## 곡 목록
모든 곡들은 빌 베리, 피터 벅, 마이크 밀스 그리고 마이클 스타이프가 작사/작곡하였다.
| #  | 제목                             | 재생 시간 |
| -- | -------------------------------- | --------- |
| 1. | 〈Harborcoat〉                   | 3:54      |
| 2. | 〈7 Chinese Bros.〉              | 4:18      |
| 3. | 〈So. Central Rain (I'm Sorry)〉 | 3:15      |
| 4. | 〈Pretty Persuasion〉            | 3:50      |
| 5. | 〈Time After Time (Annelise)〉   | 3:31      |

| #  | 제목                             | 재생 시간 |
| -- | -------------------------------- | --------- |
| 1. | 〈Second Guessing〉              | 2:51      |
| 2. | 〈Letter Never Sent〉            | 2:59      |
| 3. | 〈Camera〉                       | 5:52      |
| 4. | 〈(Don't Go Back To) Rockville〉 | 4:55      |
| 5. | 〈Little America〉               | 2:58      |

## 인증
| 국가                                                            | 인증 | 판매량/출하량 |
| --------------------------------------------------------------- | ---- | ------------- |
| 영국 (BPI)                                                      | 실버 | 60,000        |
| 미국 (RIAA)                                                     | 골드 | 500,000^      |
| ^출하량을 기반으로 한 인증 · 판매량+스트리밍을 기반으로 한 인증 |      |               |